# エジリン輝石
エジリン輝石（エジリンきせき、aegirine、エジリン、エジル輝石、エーギル輝石）は、鉱物の一種（ケイ酸塩鉱物）。ナトリウムと鉄を含む単斜輝石。錐輝石（きりきせき、acmite）ともいう。
化学組成は NaFe3+Si2O6 で、Fe3+ が Al に置換したものは翡翠輝石。Ca、Mg、Fe2+ を含むようになるとエジリン輝石質普通輝石になる。
火成岩に産する。

## 名前の由来
1821年にノルウェー・ブスケルー県のルンデミュールで発見され、スウェーデンの化学者イェンス・ベルセリウスによって acmite（錐輝石）と命名された。この名前はギリシャ語の「αχμή（槍の穂先）」に由来し、その結晶の形状にちなむ。この命名以前には、P. H. ストレームにより報告されており、当初はドイツの地質学者アブラハム・ヴェルナーにちなみ wernerine（ヴェルナー輝石）と呼ばれる予定であったが、ベルセリウスによって acmite の名前が採用された。
その後1834年、ノルウェー・ランゲスンフィヨルドのローヴェン島で、牧師であり鉱物学者であったハンス・モルテン・トラーネ・エスマルクによって新たな鉱物が発見され、1835年にベルセリウスによって aegirine（エジリン輝石）と命名された。この名前は、産地が海岸沿いであったことから、北欧神話の海の神、エーギルにちなむ。
当初、acmite と aegirine は別の鉱物種と考えられており、acmite は角閃石、aegirine は輝石に分類されていた。しかし1871年、グスタフ・チェルマクによって両者はともに輝石に属し、同一鉱物であることが明らかになった。以後、acmite は aegirine の変種とみなされるようになった（本来は acmite の方が命名上の優先権を持っていたため、逆の扱いとなるべきであったと言われている）。

## 和名について
エジリン輝石と表記されることがほとんどだが、これは「aegirine」の英語発音に由来している。しかし、鉱物の和名はなるべく元となった言葉の原語の発音に近づけるのが一般的な原則とされており、その観点からすると、この名称はやや例外的である。よって、エーギル輝石と表記する方が、原語の発音に忠実であるといえる。